# Walter Stanowski
Vous lisez un « bon article » labellisé en 2015.
Walter Peter Stanowski (né le 28 avril 1919 à Winnipeg, dans la province du Manitoba, au Canada et mort le 28 juin 2015) est un joueur professionnel canadien de hockey sur glace. Il joue en tant que défenseur entre 1938 et 1952 dans la Ligue américaine de hockey et dans la Ligue nationale de hockey.
Champion 1938 de la Coupe Memorial avec les Seals de Saint-Boniface, il rejoint les Maple Leafs de Toronto en 1938 et remporte avec eux une première Coupe Stanley en 1942. Sélectionné dans la première équipe d'étoiles de la LNH en 1941, il met en pause sa carrière professionnelle pendant un peu plus de deux ans en raison de la Seconde Guerre mondiale entre 1942 et 1944. De retour dans la LNH, il remporte trois nouvelles Coupes Stanley avec Toronto en 1945, 1947 et 1948.
Échangé après cette nouvelle Coupe, il termine sa carrière dans la LNH en jouant avec les Rangers de New York entre 1948 et 1951 puis rejoint pour un peu plus d'une saison les rangs des Mohawks de Cincinnati dans la LAH. Il arrête sa carrière en 1952 après s'être cassé une jambe. Stanowski devient ensuite vendeur d'engins de construction avant de s'installer dans la ville d'Etobicoke en Ontario ; il y meurt en 2015, à l'âge de 96 ans.

## Biographie

### Ses débuts juniors
D'origine polonaise, Walter Peter Stanowski naît le 28 avril 1919 à Winnipeg, ville du Manitoba au Canada. Il fait ses débuts dans la Ligue de hockey junior du Manitoba au sein de l'équipe des Seals de Saint-Boniface, un quartier de la ville, en 1936-1937. Ses droits, qui appartiennent alors aux Americans de New York, sont échangés en octobre 1937 aux Maple Leafs de Toronto contre Jack Shill. L'équipe des Seals joue et gagne les séries 1938 de la LHJM puis bat les Monarchs de Winnipeg pour remporter la Coupe Abbott. Ils sont alors opposés aux Generals d'Oshawa pour la finale de la Coupe Memorial 1938. Cinq matchs sont nécessaires avant de voir les Seals l'emporter 3 victoires à 2, le dernier se soldant par une victoire 7-1. Au cours de cette rencontre, 15 617 personnes assistent au match, la plus grosse affluence enregistrée pour un match de hockey au Canada à l'époque. Stanowski évolue en tant que défenseur mais il compte tout de même deux passes lors de la victoire.

### Les premières années avec les Maple Leafs de Toronto

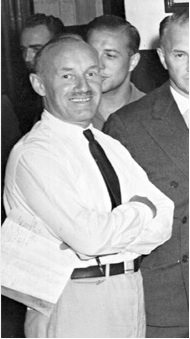
Conn Smythe est le propriétaire des Maple Leafs tout au long de la carrière de Stanowski.

Le 21 septembre, Conn Smythe, le propriétaire des Maple Leafs, annonce que le défenseur de Winnipeg est mis à l'essai avec les Stars de Syracuse de l'International American Hockey League qui signe son premier contrat pour un montant de 3 000 dollars,. À la fin de la saison 1938-1939, son équipe se classe deuxième de la division Ouest mais perd dès le premier tour des séries éliminatoires de la Coupe Calder contre les Reds de Providence. Avant les débuts de la saison suivante, Toronto change d'équipe affiliée dans la LAH, abandonnant les Stars pour prendre les Reds. Stanowski joue ainsi avec les Reds de Providence mais mi-décembre, Smythe annonce que Stanowski finira la saison dans la Ligue nationale de hockey. Les Maple Leafs se classent troisièmes de la saison régulière puis passent tous les tours des séries éliminatoires de la Coupe Stanley pour jouer la finale contre les Rangers de New York. Ces derniers gagnent les deux premiers matchs avant que Toronto ne parvienne à égaliser, le quatrième match se terminant sur le score de 3-0 avec un but inscrit par Stanowski. Cependant, malgré ce retour, les Maple Leafs perdent les deux matchs suivant et la Coupe Stanley revient aux Rangers de New York,.
Au cours de la saison 1940-1941, Stanowski ne manque qu'une rencontre de son équipe, comptant 21 points, le plus haut total de son club pour un défenseur. Il est le troisième pointeur de tous les défenseurs de la ligue après Eddie Wares des Red Wings de Détroit (26 points) et Flash Hollett des Bruins de Boston (24). Stanowski est mis en avant par l'ensemble de la LNH en étant sélectionné dans la première équipe d'étoiles. Deuxièmes de la saison régulière, les Maple Leafs sont directement qualifiés pour les demi-finales des séries éliminatoires 1941 mais sont battus en sept rencontres par les Bruins de Boston, meilleure formation de la saison.
Une nouvelle fois deuxièmes à la fin de la saison 1941-1942, les joueurs de Toronto sont encore opposés en demi-finale des séries aux champions de la saison régulière, les Rangers de New York cette fois-ci. Six rencontres sont nécessaires aux Maple Leafs pour éliminer les Rangers alors qu'aucune des deux équipes ne parvient à s'imposer sur la glace adverse. Nick Metz donne la victoire à Toronto alors qu'il reste six secondes de jeu dans le dernier match de la série. Après trois rencontres, les Maple Leafs sont menés 3 matchs à 0 par les Red Wings de Détroit. Conn Smythe et l'entraîneur de l'équipe, Hap Day, décident de mettre sur le banc Gordie Drillon, meilleur pointeur de l'équipe, et Bucko McDonald, défenseur vedette, pour faire jouer Don Metz, Gaye Stewart et Ernie Dickens. Cette décision réveille les autres joueurs des Maple Leafs qui renversent la situation et remportent les quatre rencontres suivantes pour gagner la Coupe Stanley. C'est la première fois qu'un tel retournement de situation se passe au hockey sur glace,.
Stanowski est sacré champion de la Coupe Stanley mais la Seconde Guerre mondiale bat son plein et comme de nombreux joueurs de la LNH, il doit rejoindre l'armée. Il s'engage au sein de l'Aviation royale canadienne dans sa ville natale tout en continuant sa carrière dans un championnat entre les différents corps de l'armée créé à Winnipeg. Il se marie en septembre 1943 avec Marilynne Joyce du Brule. Il passe un peu plus de deux saisons avec l'équipe de l'armée de l'air avant de se faire relever de ses fonctions en novembre 1944 et retourne alors jouer avec les Maple Leafs.

### Après la Seconde Guerre mondiale

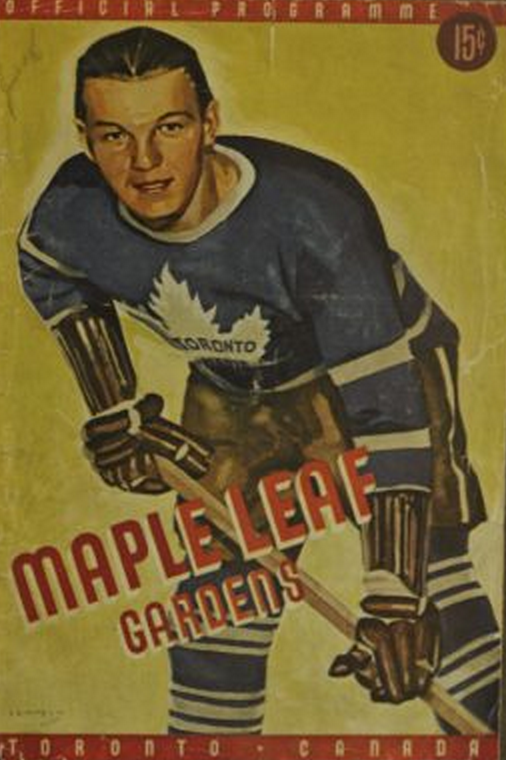
Dessin de Stanowski en couverture d'un programme dans les années 1940.

Stanowski compte 11 points pour les Maple Leafs au cours de la saison 1944-1945 alors que son équipe se classe troisième de la saison avec 28 points de retard sur les Canadiens de Montréal. La LNH ne comptant plus que six équipes, seules les quatre meilleures équipes sont qualifiées pour les séries, la troisième équipe jouant contre la meilleure et la deuxième contre la quatrième. Toronto joue ainsi sa demi-finale contre Montréal, largement favorite, mais à la surprise générale, l'équipe de Conn Smythe s'impose en six rencontres. Elle joue la finale 1945 contre Détroit et remporte les trois premiers matchs par des blanchissages de la défense de Toronto et de son portier, Frank McCool. Lors du troisième match, Toronto s'impose 1-0, l'unique but de la rencontre étant inscrit par Gus Bodnar sur une passe de Stanowski. Détroit se réveille et remporte les trois rencontres suivantes et un septième match a donc lieu entre les deux formations le 22 avril 1945. Au début du match, Mel Hill donne l'avantage à Toronto et il faut attendre le milieu de la dernière période pour voir Détroit revenir au score. Huit minutes avant la fin du match, Babe Pratt trompe Harry Lumley et offre aux Maple Leafs la cinquième Coupe Stanley de leur histoire, la deuxième pour le défenseur de Winnipeg,.
En raison d'un désaccord salarial avec Smythe, McCool manque les premières rencontres de la saison 1945-1946, son équipe ne remportant que 3 des 13 premières dates. L'équipe de Toronto se classe seulement cinquième de la saison et pour la deuxième fois de l'histoire de la LNH, une équipe championne en titre de la Coupe Stanley manque les séries l'année suivante. Après cette saison manquée, les Maple Leafs se classent deuxième en 1946-1947, six points derrière les joueurs de Montréal. Howie Meeker fait ses débuts au cours de cette saison et en janvier 1947, il inscrit cinq buts au cours du même match, un record pour un joueur recrue,. Stanowski affirme par la suite avoir inscrit deux des cinq buts de Meeker mais que les Maple Leafs ont agi pour créditer les deux buts au jeune joueur. 
En demi-finale des séries éliminatoires de la Coupe Stanley 1947, les Maple Leafs s'imposent contre les Red Wings de Détroit en cinq dates. Ils jouent la finale contre les Canadiens qui gagnent le premier match sur le score de 6-0. Le gardien de Toronto, Turk Broda, et sa défense se reprennent lors du match suivant avec une victoire 4-0. Les Maple Leafs sont vainqueurs également au cours des matchs 3 et 4 avant de perdre le cinquième. Le sixième et dernier match de la finale 1947 a lieu le 19 avril. Dès la première minute de jeu, Montréal prend les devants par un but de Bud O'Connor mais Vic Lynn en deuxième période puis Ted Kennedy en fin de match permettent à Toronto de remporter la Coupe Stanley,.
Au début de la saison 1947-1948, la LNH décide d'organiser son premier match des étoiles entre le champion en titre et une sélection des meilleurs joueurs des autres franchises du circuit, ces derniers s'imposant sur le score de 4-3. Même si Day est officiellement l'entraîneur de l'équipe, c'est en réalité Smythe qui dirige réellement l'ensemble de la franchise. Il a ainsi l'habitude d'interdire aux jeunes joueurs de perdre du temps à chercher une compagne ; il interdit également à ses joueurs le moindre rapport sexuel, même avec leurs femmes. Ainsi, quand avant les débuts de la saison, Stanowski se présente pour prendre le petit-déjeuner en compagnie de son épouse, Smythe prend ça pour un affront personnel. Il impose alors à Day de laisser Stanowski le plus souvent possible sur le banc lors de la première moitié de la saison. Au cours d'un de ces matchs dans le Boston Garden, Stanowski gagne son surnom de « The Whirling Dervish », en français le « Derviche tourneur ». En effet, alors qu'à la suite d'une blessure au visage du gardien de Boston, Frank Brimsek, le jeu est arrêté, Day demande à Stanowski d'aller s'échauffer. Ce dernier s'exécute avec peu de conviction, avant de se faire reprendre par son entraîneur qui lui demande de mettre un peu plus de cœur à l'ouvrage. Stanowski le prend alors au pied de la lettre et exécute une série de figures de patinage artistique sous le regard amusé de toute la patinoire y compris l'organiste. 
À l'issue de la saison régulière, les Maple Leafs de Toronto se classent premiers de la ligue avec 77 points et une fiche de 32 victoires, 15 nuls et 13 défaites. Les champions en titre débutent bien les séries de 1948 en s'imposant lors des trois premiers matchs contre les Bruins de Boston ; ils perdent le quatrième match mais se qualifient pour la finale après une victoire au cours du cinquième match. Ils y retrouvent les Red Wings de Détroit, deuxièmes de la saison, et ne leur laissent aucune chance en remportant tous les matchs de la série 5-3, 4-2, 2-0 et 7-2,. Stanowski met alors la main sur sa quatrième Coupe Stanley.
Le défenseur vétéran ne se sent plus aussi bien au sein de son équipe et n'a pas apprécié le comportement de son président au cours de la saison passée. Ainsi, il se confie à un journaliste qu'il sait être proche de Smythe et lui déclare que se sentant sous-utilisé, il souhaite mettre fin à sa carrière. Smythe, ne souhaitant pas perdre un joueur sans la moindre compensation, échange Stanowski aux Rangers de New York en juin,.

### Fin de carrière avec les Rangers de New York puis dans la LAH
Pour la première fois de sa carrière, Stanowski joue la totalité des matchs de son équipe au cours de la saison 1948-1949. Cependant sa nouvelle équipe des Rangers, dirigée par Frank Boucher puis par Lynn Patrick, finit à la dernière place de la LNH avec seulement 47 points et 31 défaites. Stanowski manque la deuxième partie de la saison 1949-1950 puis les séries éliminatoires 1950 en raison d'un cartilage déchiré dans le genou alors que son équipe perd en finale contre les Red Wings en sept rencontres,. 
Stanowski retourne au sein de l'équipe de New York pour la saison 1950-1951 mais il joue également une demi-douzaine de rencontres dans la Ligue américaine de hockey avec les Mohawks de Cincinnati, la nouvelle équipe affilée aux Rangers. Ces derniers finissent derniers de la saison régulière de la LNH et manquent les séries. L'équipe de Cincinnati ne fait pas mieux en se classant dernière de la division Ouest. Le défenseur vétéran est âgé de 32 ans en 1951 et il est affecté aux Mohawks pour l'ensemble de la saison 1951-1952. Cependant, au milieu de la saison, il trébuche sur un objet sur la glace et vient frapper violemment la rambarde. Le choc est tel que sa jambe passe à travers et se casse sur le coup, l'accident mettant fin à sa carrière.
N'ayant jamais réellement réussi à vivre du hockey à la suite de la fin de sa carrière, Stanowski devient vendeur d'engins de construction. Sa retraite est ensuite assurée par les fonds versés par la Ligue nationale de hockey et l'Association des joueurs de la LNH. Il s'installe avec sa femme et leurs quatre enfants dans la ville d'Etobicoke en Ontario. En 1985, il rejoint le Manitoba Hockey Hall of Fame, le temple de la renommée du hockey du Manitoba, puis en 2004, il est admis au sein du Manitoba Sports Hall of Fame and Museum, le temple de la renommée des sports pour le Manitoba. Au début des années 2010, il est le joueur des Maple Leafs le plus âgé encore en vie et meurt en juin 2015 à l'âge de 96 ans.

## Statistiques
Au cours de sa carrière, Stanowski joue 428 rencontres de saisons régulières dans la Ligue nationale de hockey et 60 de plus au cours des séries, comptant respectivement 111 et 17 points. Il connaît sa meilleure saison en 1940-1941 en inscrivant 21 points pour 7 buts et 14 aides. Il joue en plus une centaine de rencontres dans la Ligue américaine de hockey, jouant ainsi près de 600 matchs professionnels au cours d'une carrière de douze saisons.
| Saison     | Équipe                  | Ligue          |     | Saison régulière | Saison régulière | Saison régulière | Saison régulière | Saison régulière |   | Séries éliminatoires | Séries éliminatoires | Séries éliminatoires | Séries éliminatoires | Séries éliminatoires |
| Saison     | Équipe                  | Ligue          | PJ  | B                | A                | Pts              | Pun              | PJ               | B | A                    | Pts                  | Pun                  |                      |                      |
| 1936-1937  | Seals de Saint-Boniface | LHJM           | 15  | 7                | 6                | 13               | 4                | 7                | 3 | 1                    | 4                    | 4                    |                      |                      |
| 1937-1938  | Seals de Saint-Boniface | LHJM           | 15  | 8                | 13               | 21               | 7                | 10               | 4 | 7                    | 11                   | 6                    |                      |                      |
| 1938       | Seals de Saint-Boniface | Coupe Memorial | -   | -                | -                | -                | -                | 11               | 6 | 4                    | 10                   | 2                    |                      |                      |
| 1937-1938  | Canadian Airways        | Wpg. Sr.       | 6   | 4                | 3                | 7                | 0                |                  |   |                      |                      |                      |                      |                      |
| 1938-1939  | Stars de Syracuse       | IAHL           | 54  | 1                | 16               | 17               | 8                | 3                | 0 | 2                    | 2                    | 0                    |                      |                      |
| 1939-1940  | Reds de Providence      | IAHL           | 8   | 0                | 3                | 3                | 6                |                  |   |                      |                      |                      |                      |                      |
| 1939-1940  | Maple Leafs de Toronto  | LNH            | 27  | 2                | 7                | 9                | 11               | 10               | 1 | 0                    | 1                    | 2                    |                      |                      |
| 1940-1941  | Maple Leafs de Toronto  | LNH            | 47  | 7                | 14               | 21               | 35               | 7                | 0 | 3                    | 3                    | 2                    |                      |                      |
| 1941-1942  | Maple Leafs de Toronto  | LNH            | 24  | 1                | 7                | 8                | 10               | 13               | 2 | 8                    | 10                   | 2                    |                      |                      |
| 1942-1943  | Winnipeg ARC            | Wpg. Sr.       | 13  | 5                | 12               | 17               | 20               | 5                | 2 | 1                    | 3                    | 16                   |                      |                      |
| 1943       | Winnipeg ARC            | Coupe Allan    | -   | -                | -                | -                | -                | 12               | 6 | 5                    | 11                   | 4                    |                      |                      |
| 1943-1944  | Winnipeg ARC            | Wpg. Sr.       | 9   | 1                | 3                | 4                | 12               |                  |   |                      |                      |                      |                      |                      |
| 1944-1945  | Winnipeg ARC            | Wpg. Sr.       | 3   | 1                | 1                | 2                | 8                |                  |   |                      |                      |                      |                      |                      |
| 1944-1945  | Maple Leafs de Toronto  | LNH            | 34  | 2                | 9                | 11               | 16               | 13               | 0 | 1                    | 1                    | 5                    |                      |                      |
| 1945-1946  | Maple Leafs de Toronto  | LNH            | 45  | 3                | 10               | 13               | 10               |                  |   |                      |                      |                      |                      |                      |
| 1946-1947  | Maple Leafs de Toronto  | LNH            | 51  | 3                | 16               | 19               | 12               | 8                | 0 | 0                    | 0                    | 0                    |                      |                      |
| 1947-1948  | Maple Leafs de Toronto  | LNH            | 54  | 2                | 11               | 13               | 12               | 9                | 0 | 2                    | 2                    | 2                    |                      |                      |
| 1948-1949  | Rangers de New York     | LNH            | 60  | 1                | 8                | 9                | 16               |                  |   |                      |                      |                      |                      |                      |
| 1949-1950  | Rangers de New York     | LNH            | 37  | 1                | 1                | 2                | 10               | 0                | 0 | 0                    | 0                    | 0                    |                      |                      |
| 1950-1951  | Rangers de New York     | LNH            | 49  | 1                | 5                | 6                | 28               |                  |   |                      |                      |                      |                      |                      |
| 1950-1951  | Mohawks de Cincinnati   | LAH            | 7   | 0                | 0                | 0                | 2                |                  |   |                      |                      |                      |                      |                      |
| 1951-1952  | Mohawks de Cincinnati   | LAH            | 33  | 0                | 11               | 11               | 42               |                  |   |                      |                      |                      |                      |                      |
| Totaux LNH | Totaux LNH              | Totaux LNH     | 428 | 23               | 88               | 111              | 160              | 60               | 3 | 14                   | 17                   | 13                   |                      |                      |

## Trophées et honneurs personnels
- 1937-1938 :
  - champion de la coupe Turnbull de la LHJM
  - champion de la coupe Memorial 1938
- 1940-1941 : sélectionné dans la première équipe d'étoiles de la LNH
- 1941-1942 : champion de la coupe Stanley
- 1944-1945 : champion de la coupe Stanley
- 1946-1947 :
  - joue le Match des étoiles de la LNH
  - champion de la coupe Stanley
- 1947-1948 : champion de la coupe Stanley
- 1985 : admis au Manitoba Hockey Hall of Fame
- 2004 : admis au Manitoba Sports Hall of Fame and Museum